# Soha Ali Khan

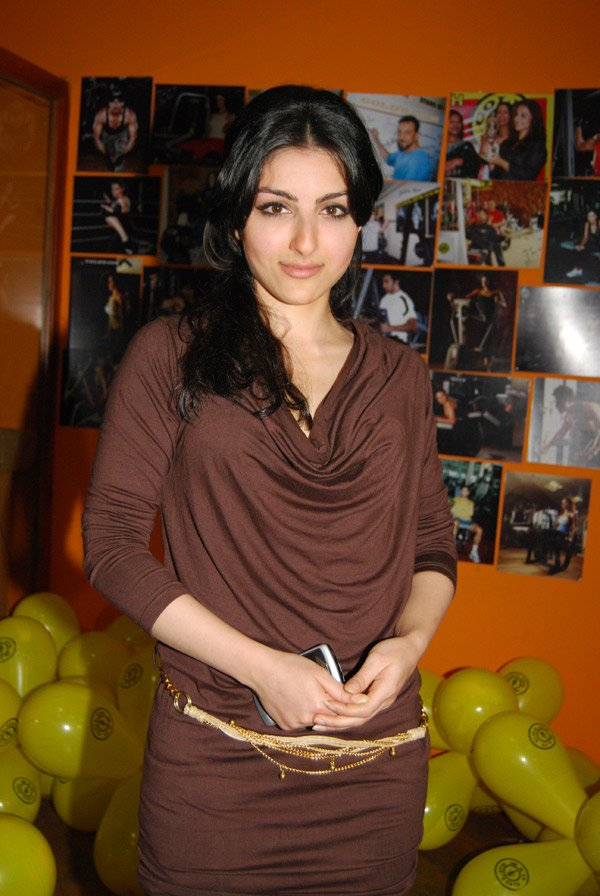
Soha Ali Khan

Soha Ali Khan Pataudi (Hindi सोहा अली खान खेमू; * 4. Oktober 1978 in Neu-Delhi, Indien) ist eine indische Schauspielerin.

## Leben
Sie besuchte die The British School in Neu-Delhi, danach folgte ein Geschichtsstudium am Balliol College in Oxford. Sie hat einen Master in International Relations (Internationale Beziehungen) an der London School of Economics and Political Science gemacht. Soha Ali Khans Eltern sind die Schauspielerin Sharmila Tagore und der Cricket-Spieler Mansoor Ali Khan, Nawab von Pataudi. Ihr Bruder Saif Ali Khan ist ebenfalls Schauspieler, ferner hat sie eine Schwester Saba Ali Khan.
Mit ihrem Bruder bildete sie ein Paar in der 2. Staffel der Fernsehshow Koffee with Karan.

## Filmografie
- 2004: Iti Srikanta
- 2004: Dil Maange More
- 2005: Pyaar Mein Twist
- 2005: Shaadi No. 1
- 2005: Antarmahal
- 2006: Rang De Basanti – Die Farbe Safran (Rang De Basanti)
- 2006: Ahista Ahista
- 2007: Khoya Khoya Chand
- 2007: Chaurahen
- 2008: Mumbai Meri Jaan
- 2008: Dil Kabaddi
- 2009: Dhoondte Reh Jaaoge
- 2009: 99
- 2009: Tum Mile
- 2009: Meridian Lines
- 2009: Life Goes On
- 2010: Mumbai Cutting
- 2010: Tera Kya Hoga Johnny
- 2011: Soundtrack
- 2012: Midnight's Children
- 2013: Saheb, Biwi Aur Gangster Returns
- 2013: Go Goa Gone
- 2013: War Chod Na Yaar
- 2014: Mr Joe B. Carvalho
- 2014: Chaarfutiya Chhokare

## Awards
- 2007:Star's Sabsey Favourite Nayi Heroine
- 2007:GIFA/Beste Nebendarstellerin für Rang De Basanti – Die Farbe Safran
- 2007:IIFA Award/Beste Nebendarstellerin für Rang De Basanti – Die Farbe Safran